# 孫永柞
孫永柞（?—?），字子長，號雪屋。明末清初文学家，虞山诗派诗人。
少為諸生祭酒。崇禎二年（1629年）入復社，为錢謙益门下，崇禎八年（1635年），以選貢授推官，因故未赴。入清後隱居不仕，以授課為業。